# Dijagnostički srodne grupe
Dijagnostički srodne grupe (DSG) (engl. Diagnosis Related Groups) predstavljaju metodu klasifikacije bolnički lečenih pacijenata u grupe koje imaju slične kliničke specifičnosti i zahtevaju sličnu potrošnju bolničkih resursa.

## Osnovni pojmovi
Epizoda bolničkog lečenja
Je period koji se računa od prvog dana prijema u bolnicu do otpusta iz bolnice. Epizoda bolničkog lečenja se ne prekida prevođenjem pacijenta na drugo odeljenje radi nastavka lečenja ili dodatne dijagnostike.
Osnovni uzrok hospitalizacije (OUH)
OUH je glavni razlog zbog koga je pacijent primljen na bolničko lečenje. Za šifrovanje dijagnoza u svrhu izveštavanja prema DSG potrebno je koristiti četiri kodna mesta. Ne postoje različiti osnovni uzroci hospitalizacije za svako odeljenje na kojem je pacijent bio lečen, već jedan za jednu epizodu bolničkog lečenja. OUH se postavlja na kraju epizode bolničkog lečenja i ne mora biti isti kao i dijagnoza pod kojom je pacijent primljen (tzv. "uputna dijagnoza").
Prateće dijagnoze (komplikacije i komborditeti)
Stanje ili problem koji je bio prisutan u vreme prijema uz OUH ili se pojavio tokom bolničkog lečenja a koji su prouzrokovali potrebu za dodatnom dijagnostikom, terapijom, negom i/ili nadzorom, dužom hospitalizacijom. Prateće dijagnoze se šifruju po istim pravilima kao i OUH i utiču na grupsanje. 
МКБ-10
Nomenklatura usluga
Za izveštavanje po sistemu DSG koristi se nomenklatura zdravstvenih usluga koje se obavljaju na sekundarnom i tercijarnom nivou zdravstvene zaštite i podeljena je na četiri nivoa;
- prvi nivo predstavlja anatomsku regiju,
- drugi nivo odnosi se na tip procedure,
- treći nivo na blok,
- četvrti nivo na samu proceduru.

Uključuje (termin): obuhvata procedure koje se izvode u sklopu osnovne procedure i ne treba ih posebno šifrovati. Isključuje (termin): obuhvata procedure koje je potrebno šifrovati posebno.

## Istorijat
Prva klasifikacija bolnički lečenih pacijenata u grupe ovog tipa bile su dijagnostičke grupe koje je 1975. godine pripremio tim sa Univerziteta Jejl (Yale University) u Sjedinjenim Američkim Državama. 
Trenutno se u svetu DSG sistemi primenjuju u preko 30 zemalja u cilju racionalnih finansiranja akutnog bolničkog lečenja na osnovu učinka i merljivih rezultata. 
Za ostale bolničke aktivnosti (na primer istraživanja i razvoj, tretman hroničnih i psihijatrijskih pacijente, ambulantno lečenje), najčešće se u svetu koriste drugi načini plaćanja.

## Osnove sistema dijagnostički srodnih grupa
Osnovna namena sistema DSG je finansiranje akutnog bolničkog lečenja u ustanovama sekundarnog i tercijarnog nivoa zdravstvene zaštite i dnevne bolnice. Takođe, klasifikacija po sistemu DSG daje mogućnost povezivanja podataka o pacijentima sa troškovima bolničkog lečenja, poređenje obima rada bolnica uzimajući u obzir složenost slučajeva, unapređenje sistema interne kontrole troškova i pravilnije raspodele sredstava među bolnicama. 
Za izveštavanje po sistemu DSG neophodno je korišćenje Međunarodne klasifikacije bolesti i povezanih zdravstvenih problema, objavljene od strane Svetske zdravstvene organizacije i Nomenklature usluga, kao i poštovanje pravila šifrovanja dijagnoza i procedura.
Razvrstavanje pacijenata po sistemu DSG se vrši na osnovu osnovnog uzroka hospitalizacije, pratećih dijagnoza (komplikacija i komorbiditeta), obavljenih medicinskih procedura, kao i drugih podataka potrebnih za izveštavanje kao što su: starost, pol, težina na rođenju (za novorođenčad), ishod lečenja, broj sati na mehaničkoj ventilaciji, trajanje epizode bolničkog lečenja. Dobijeni podaci se unose u softver za grupisanje, koji svakoj epizodi bolničkog lečenja dodeljuje odgovarajuća dijagnostički srodna grupa. Svaka dijagnostički srodna grupa ima svoj koeficijent.
Primena ovog sistema, u većini zemalja u kojima je uveden, donela je bolju i pravedniju raspodelu ograničenih sredstava i uticala je na povećanje efikasnosti lečenja. Sistem je lak za upotrebu i kontinuirano se usavršava. 

## DSG u Srbiji
Uvođenje DSG sistema, u prvo vreme kao načina izveštavanja, a po sticanju odgovarajućih uslova i kao načina plaćanja bolnica u Srbiji, predviđeno je Planom razvoja zdravstvene zaštite Republike Srbije usvojenim od strane Narodne skupštine Republike Srbije u novembru 2010. godine. 
Ministarstvo zdravlja Republike Srbije u saradnji sa Republičkim fondom za zdravstveno osiguranje, a u okviru Projekta „Razvoj zdravstva Srbije – dodatno finansiranje” započelo je promenu načina izveštavanja i finansiranja zdravstvenih ustanova na sekundarnom i tercijarnom nivou zdravstvene zaštite po sistemu dijagnostički srodnih grupa.
Tokom 2012. godine, planirana je obuka lekara i medicinskih sestara/tehničara koji rade u ustanovama sekundarnog i tercijarnog nivoa zdravstvene zaštite, kao i početak izveštavanja po sistemu DSG. 
U Srbiji će se za šifrovanje dijagnoza koristiti Međunarodna klasifikacija bolesti i povezanih zdravstvenih problema, deseta revizija (MKB-10). Za šifrovanje procedura koristiće se Nomenklatura zdravstvenih usluga koje se obavljaju na sekundarnom i tercijarnom nivou zdravstvene zaštite, objavljena u Sl. glasniku br. 91, 02.12.2011. godine bazirana na Australijskoj klasifikaciji intervencija (engl. Australian classification of health interventions.National Centre for Classification in Health. 2010.ACHI), koja je svojim sadržajem prilagođena potrebama zdravstvenog sistema u Srbiji. 
Za izveštavanje po sistemu DSG neophodno je i poštovanje pravila šifrovanja dijagnoza i procedura prema priručniku Pravila šifrovanja, pripremljenog na osnovu Australijskih kodnih standarda (engl. Australian coding standards.ACS.7th 2010). 
Model sistema DSG koji će se primenjivati u Srbiji baziran je na australijskom sistemu dijagnostički srodnih grupa (engl. Australian Refined - Diagnosis Related Groups, version 6.0, AR-DRG v6.0).

## Spoljašnje veze
- Official CMS website
  - DRG codes for FY2005, also referred to as version 23
  - DRG codes for FY2010, also referred to as version 27
- Agency for Healthcare Research and Quality (AHRQ).
  - DRG definition.
  - „Most Frequent Diagnoses and Procedures for DRGs”. Архивирано из оригинала 19. 06. 2012. г. Приступљено 20. 04. 2012..
- DRG and ICD (Canada) from the MCHP research unit of the University of Manitoba's Faculty of Medicine.
- Diagnosis Related Groups (DRGs) and the Medicare Program - Implications for Medical Technology (PDF format). A 1983 document found in the "CyberCemetery: OTA Legacy" section of University of North Texas Libraries Government Documents department.
- Mayes, Rick, (јануар 2007). „The Origins, Development, and Passage of Medicare's Revolutionary Prospective Payment System”. Journal of the History of Medicine and Allied Sciences. 62 (1): 21—55.